# 麦迪逊号驱逐舰
麦迪逊号驱逐舰（英語：USS Madison，舷号：DD-425），是美国海军于第二次世界大战期间建造的一艘班森级驱逐舰，她也是美国海军历史上第三艘以麦迪逊命名的舰船。该舰舰名取自第一次世界大战期间的荣誉勋章获得者詹姆斯·乔纳斯·麦迪逊海军中校。
该舰由麦迪逊中校的遗孀埃塞尔·麦迪逊·梅恩（Ethel Madison Meyn）夫人冠名，波士顿海军造船厂负责建造。全舰于1938年9月19日在波士顿铺设龙骨，1939年10月20日下水。1940年8月6日，麦迪逊号正式服役。

## 设计与装备
早期本森级驱逐舰的船体与西姆斯级驱逐舰相似，但尺寸的提升使得该舰可额外负载50至60吨。为避免局部受损导致全舰瘫痪，本森级配备了两套锅炉与烟囱系统，为该级明显特征。该舰建造时配备有5座单装5英寸38倍径主炮、6座单装.50机枪和2座五联装21英寸鱼雷发射管。随着战争的进行，舰上1座主炮和1座鱼雷发射管被拆除，防空火力则获得了提升，.50机枪最终被替换为博福斯40毫米高射炮与厄利孔20毫米机炮，反潜方面也加装了新型深水炸弹投射器。

## 服役历史
美国正式加入第二次世界大战前，麦迪逊号主要在加勒比海和北大西洋海域执行中立巡航任务。1940年末，她护送载有新任美国驻维希法国大使威廉·丹尼尔·莱希的塔斯卡卢萨号巡洋舰前往葡萄牙。1941年8月，她又护送富兰克林·罗斯福总统乘坐奥古斯塔号巡洋舰前往阿真舍湾，与英国首相温斯顿·丘吉尔在威尔士亲王号战列舰上会晤。
《大西洋宪章》签署后，麦迪逊号即重新开始其护航任务。此后直至1942年春天，她都在北大西洋和美国东岸沿海地区执勤。1942年4月4日，麦迪逊号抵达斯卡帕湾并在那里加入英国本土舰队，她最初的任务是在苏格兰格里诺克至地中海一线巡逻，当马耳他岛战事吃紧时，她又护送胡蜂号航空母舰运送喷火战斗机前往该地。任务结束后，麦迪逊号前往北海至摩尔曼斯克航线进行护航。
麦迪逊号在回归大西洋舰队后即重新开始护航任务，期间，她曾短暂造访巴拿马和英国的众多港口。1942年11月2日，她护送UGF 2船队离开纽约前往卡萨布兰卡，为即将在北非展开的火炬行动补给物资。11月中旬，船队抵达目的地，麦迪逊号则继续留在该海域为附近友军提供掩护。
1943年1月30日，麦迪逊号从纽约出发前往北爱尔兰德里，为之后库拉索与英国本岛间的石油运输做准备。此后的一年时间中，麦迪逊号往返于荷属安的列斯、纽约、北非、英国与地中海的各个港口间，为往来的油轮和商船提供护航。
1944年1月30日，麦迪逊号抵达阿尔及利亚瓦赫兰进行海岸炮击训练，随后于2月11日前往意大利安齐奥支援作战，期间她执行了反潜、防空、火力支援等多项任务。4月中旬，麦迪逊号又被调回地中海为船队护航。8月，她重新回到前线支援盟军在法国南部的登陆行动。龙骑兵行动中，麦迪逊号在反潜方面表现出色，仅9月10日一天就成功拦截了四到五枚人操鱼雷。
1945年1月，麦迪逊号返回美国本土，随后又完成了一次前往地中海港口的护航任务。4月21日，她从东海岸启程前往太平洋并于7月1日抵达关岛。在完成一次前往冲绳的护航后，麦迪逊号被调往乌利西环礁执勤。8月2日，她参与了对印第安纳波利斯号巡洋舰的救援行动。随后，她又参加了在东京湾举行的日本投降仪式。
第二次世界大战结束后，麦迪逊号继续停驻日本直至11月5日启程返回南卡罗来纳州查尔斯顿。12月7日，该舰顺利抵达目的地。1946年3月13日，麦迪逊号退役，随后被转移至德克萨斯州奥兰治封存。1968年6月1日，麦迪逊号驱逐舰从美国海军除籍，随后于1969年10月14日在佛罗里达州东南部海域作为靶舰击沉。

## 荣誉
麦迪逊号驱逐舰在第二次世界大战中共获得5枚战斗之星。

## 参与护航行动列表
| 护航船队 | 日期                   | 附录                         |
| -------- | ---------------------- | ---------------------------- |
| ON 18    | 1941年9月24日-10月2日  | 美国正式参战前由冰岛至纽芬兰 |
| HX 154   | 1941年10月12日-19日    | 美国正式参战前由纽芬兰至冰岛 |
| ON 30    | 1941年11月2日-9日      | 美国正式参战前由冰岛至纽芬兰 |
| HX 162   | 1941年11月29日-12月7日 | 美国正式参战前由纽芬兰至冰岛 |
| HX 169   | 1942年1月10日-18日     | 由纽芬兰至冰岛               |
| ON 59    | 1942年1月29日-2月5日   | 由冰岛至纽芬兰               |
| AT 18    | 1942年8月6日-17日      | 由纽约至克莱德湾             |
| UGF 2    | 1942年11月2日-18日     | 由切萨皮克湾至摩洛哥         |
| UC 1     | 1943年2月15日-3月6日   | 由利物浦至库拉索             |
| CU 1     | 1943年3月20日-4月1日   | 由库拉索至利物浦             |
| UC 2     | 1943年4月9日-23日      | 由利物浦至库拉索             |
| CU 2     | 1943年5月21日-6月5日   | 由库拉索至利物浦             |
| UC 3     | 1943年6月10日-26日     | 由利物浦至库拉索             |
| CU 3     | 1943年7月11日-24日     | 由库拉索至克莱德湾           |
| UC 3A    | 1943年7月30日-8月10日  | 由利物浦至库拉索             |
| CU 4     | 1943年8月26日-9月9日   | 由库拉索至利物浦             |
| UC 4     | 1943年9月15日-27日     | 由利物浦至库拉索             |

## 历任舰长
| 姓名       | 译名                       | 军衔 | 任职时间                    |
| ---------- | -------------------------- | ---- | --------------------------- |
|            | 托马斯·爱德华·博伊斯       | 少校 | 1940年8月6日                |
|            | 威廉·布朗利·阿蒙           | 中校 | 1941年7月25日               |
|            | 詹姆斯·瓦尔克·海格         | 中校 | 1942年10月23日              |
|            | 丹尼尔·阿尔弗雷德·斯图尔特 | 中校 | 1944年1月8日                |
|            | 小大卫·伍斯特·托德         | 中校 | 1945年1月22日-1946年3月13日 |
| 参考文献： |                            |      |                             |